# Via Alpina (Schweiz)
Die Via Alpina in der Schweiz (bis 2008 auch Alpenpassroute genannt) ist eine 390 Kilometer lange anspruchsvolle Trekkingroute durch die Schweizer Alpen von Ost (Vaduz, Liechtenstein) nach West (Montreux am Genfersee).
Zur Beschreibung der Routen durch alle acht Alpenstaaten siehe Via Alpina.

## Streckenverlauf und Zeitbedarf
Die Via Alpina ist die Wanderroute 1 im Wanderland Schweiz (eine von sieben nationalen Routen), der Klassiker unter den Schweizer Fernwanderwegen und besteht in der heutigen Form seit 1999. Sie führt durch sieben Kantone, über 14 Alpenpässe sowie eine vielfältige Alpkultur, Flora und Fauna. Der technische Anspruch begrenzt sich auf eine T3-Wanderung. Es bestehen keine Kletterpassagen. Auf 20 Etappen führt sie von Gaflei (östlich von Vaduz) nach Montreux durch den nördlichen Teil der Schweizer Alpen auf insgesamt 390 km. Während die Etappen zu Beginn noch durch ebenes Gebiet in St. Gallen führen, steigen die zurückgelegten Höhenmeter im Glarnerland stetig an. Insgesamt werden 23’600 Höhenmeter auf- und 24’800 abgestiegen. Besucht werden, z. B. der einsame Surenenpass, Grindelwald, die Kleine Scheidegg mit Aussicht auf Eiger, Mönch und Jungfrau, die Blüemlisalphütte (nicht weit vom Hohtürli), der Oeschinensee, die Bunderchrinde und Rochers de Naye mit Aussicht auf den Genfersee.
Liste der Pässe: Foopass, Richetlipass, Klausenpass, Surenenpass, Jochpass, Grosse Scheidegg, Kleine Scheidegg, Sefinafurgga, Hohtürli, Bunderchrinde, Hahnenmoospass, Trüttlisbergpass, Col de Jable, Col de Chaude.
Für die gesamte Fernwanderung sind drei Wochen bei einer Etappe pro Tag zu empfehlen. Schlechtwettereinbrüche können zu ungewollten Pausen zwingen. Übernachtungsmöglichkeiten bestehen bei allen Etappen auf der Route in SAC-Hütten oder Berghotels. Auf dem Weg aller Etappen befinden sich noch Stempelkästen. Es besteht die Möglichkeit einen Wanderpass für die Via Alpina (kostenlos) zu bestellen und alle Stempel auf der Route zu sammeln, um am Ende ein Zertifikat zu erhalten.

## Etappen
1. Gaflei – Vaduz – Sargans
2. Sargans – Weisstannen
3. Weisstannen – Foopass – Elm
4. Elm – Richetlipass – Linthal
5. Linthal – Urnerboden
6. Urnerboden – Klausenpass – Altdorf
7. Altdorf – Surenenpass – Engelberg
8. Engelberg – Jochpass – Engstlenalp
9. Engstlenalp – Meiringen
10. Meiringen – Grosse Scheidegg – Grindelwald
11. Grindelwald – Kleine Scheidegg – Lauterbrunnen
12. Lauterbrunnen – Sefinenfurgge – Griesalp
13. Griesalp – Hohtürli – Kandersteg
14. Kandersteg – Bunderchrinde – Adelboden
15. Adelboden – Hahnenmoospass – Lenk
16. Lenk – Trüttlisbergpass – Gstaad
17. Gstaad – Col de Jable – L’Etivaz
18. L’Etivaz – Rossinière
19. Rossinière – Rochers de Naye
20. Rochers de Naye – Col de Chaude – Montreux

## Bilder

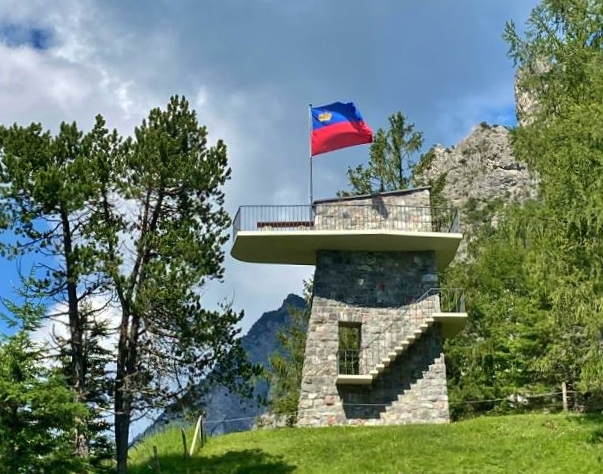
Aussichtsturm Gaflei (kurz nach dem Start)
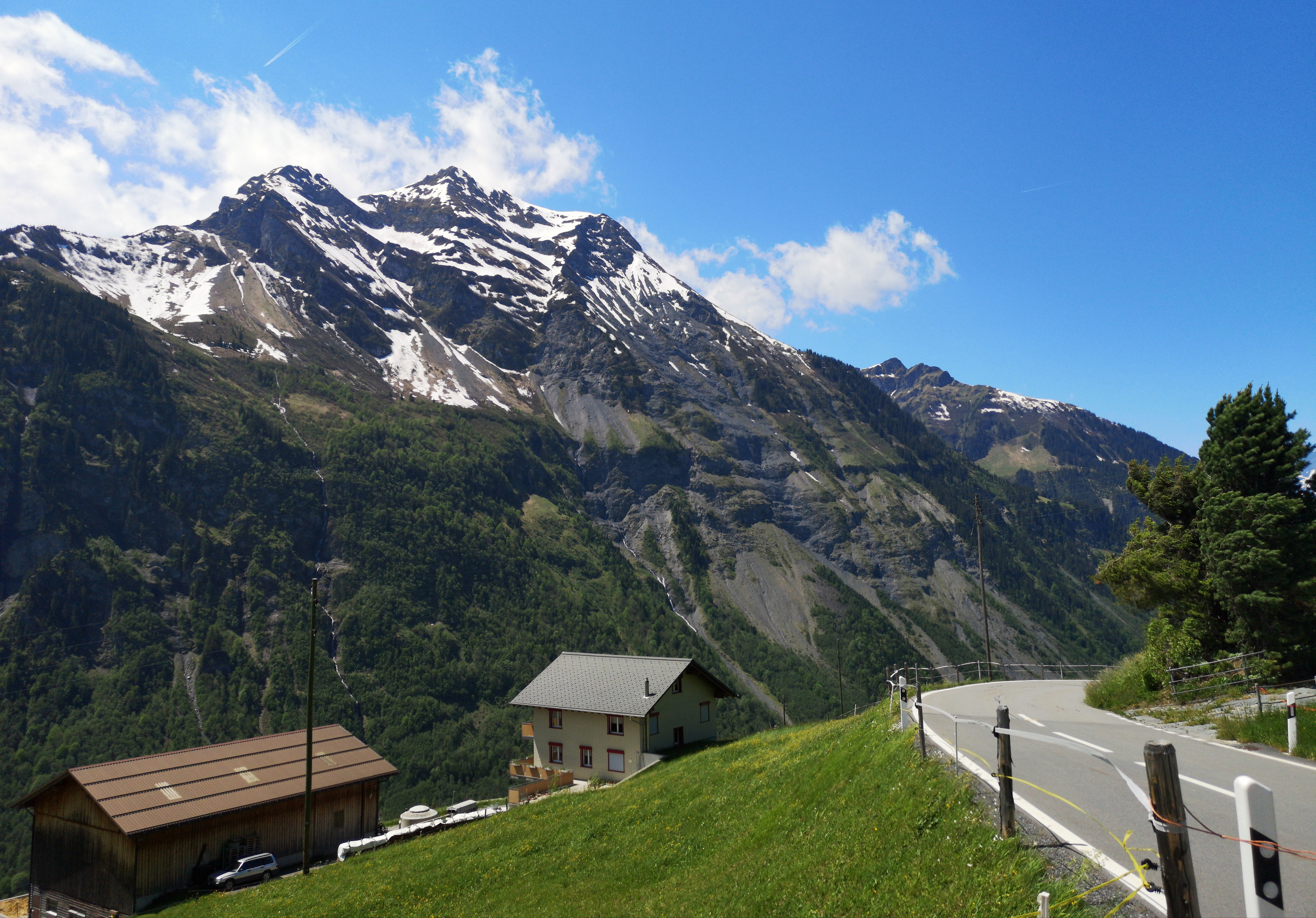
Am Klausenpass (6. Etappe)
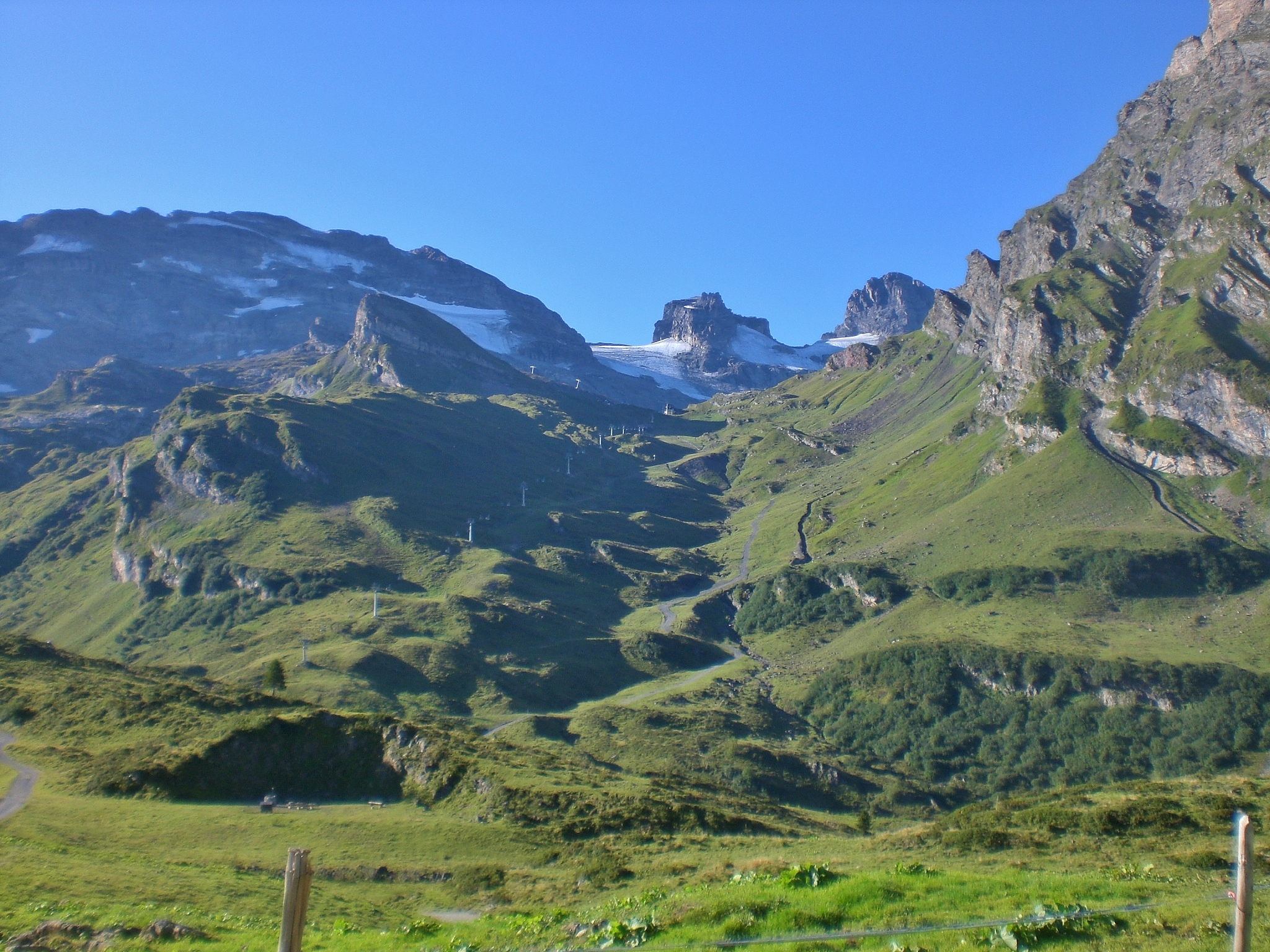
Aufstieg zum Jochpass (8. Etappe)
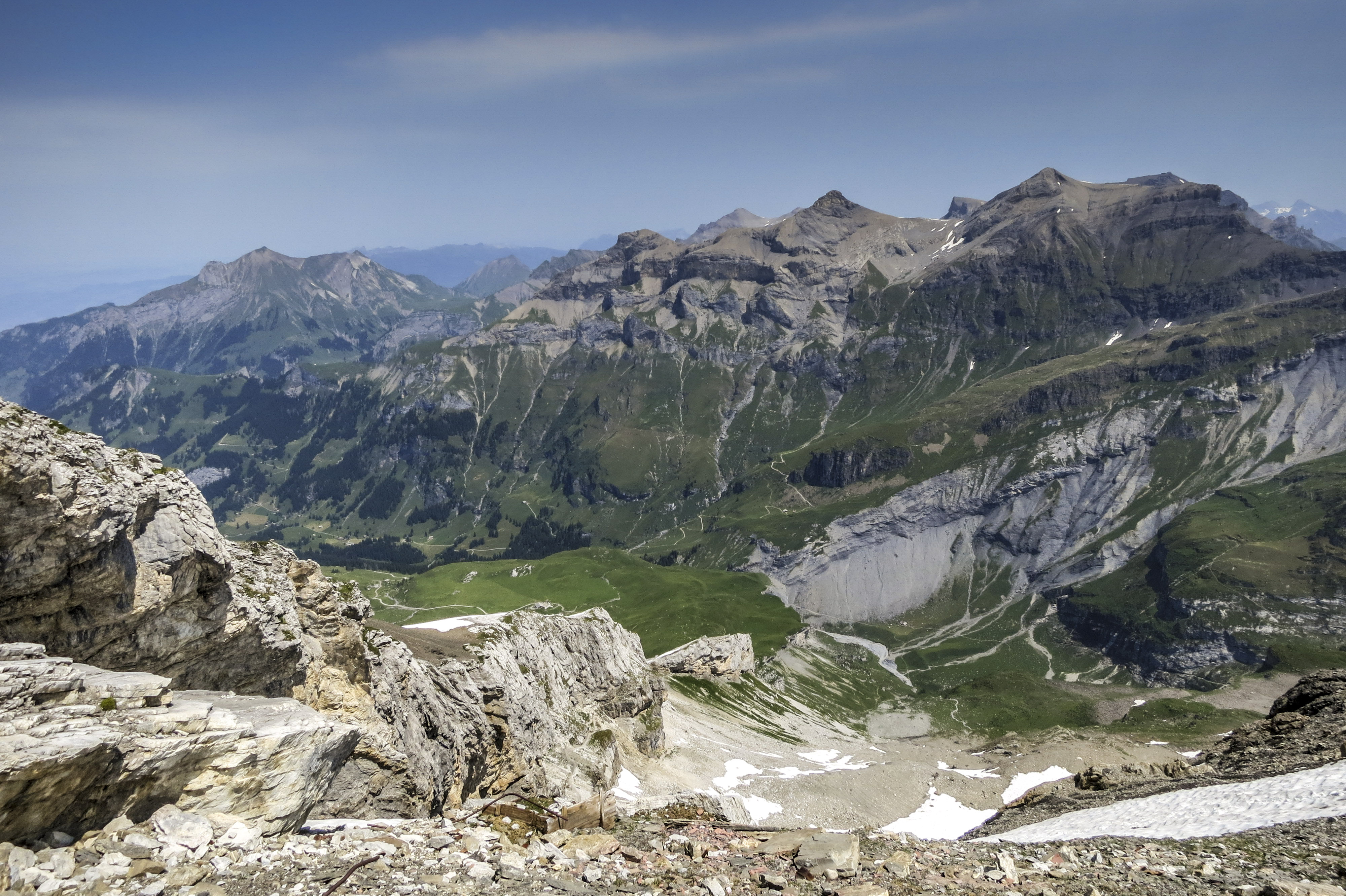
Hohtürli > Kiental (13. Etappe)
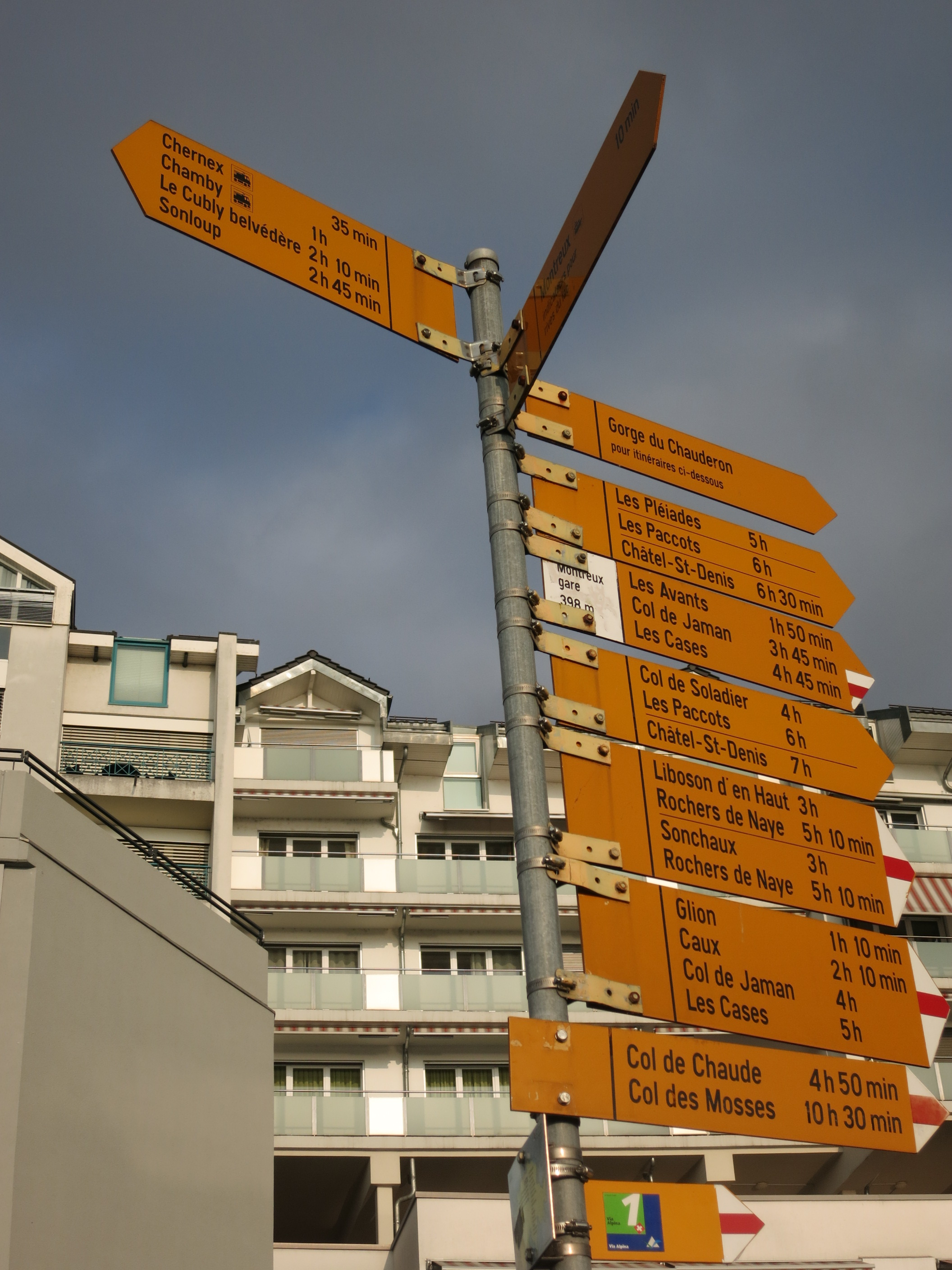
Montreux (kurz vor dem Ziel)

## Nachweise
1. ↑  
Alle nationalen Routen bei «SchweizMobil».
2. ↑  
Die Via Alpina bei «myswitzerland.com».